# Іван Додов
Іван Додов (1873-1945) — болгарський офіцер, генерал-майор, учасник Першої балканської (1912–1913) і Другої балканської (1913) війн, командувач 10-го відділення софійського важкого артилерійського полку і софійського важкого артилерійського полку в Першій світовій війні (1915–1918).

## Біографія
Іван Додов народився 5 грудня 1873 в Сопоті (Болгарське князівство). У 1895 закінчує в 16-й випуск військового училища Його Княжої Високості і отримав звання лейтенант. У 1899 удостоєний звання поручика, а в 1905 році — капітана. 22 вересня 1912 надано звання майор.
Майор Іван Додов брав участь у Першій (1912–1913) та Другій балканській війні (1913). 1 жовтня 1915 року отримав звання підполковника.
Під час Першої світової війни (1915–1918) підполковник Додов знову був мобілізований і командував 10,5-сантиметровою гарматою Софійського важкого артилерійського полку, за що наказом № 679 від 1917 нагороджений Військовим орденом «За хоробрість» IV ступеня 2-го класу, а відповідно до наказу № 905 того ж року премія була змінена на військовий орден «За мужність», IV ступеня. Пізніше взяв на себе командування Софійського артилерійського полку, за що наказом № 464 від 1921 нагороджений Військовим орденом «За заслуги» III ступеня з військовою відзнакою. У 1918 зведений у звання полковника.
У 1923 призначений інспектором артилерії, а 26 березня 1925 призначений генерал-майором. У 1928 звільнений з посади.
Під час своєї військової кар'єри служив у 21-му артилерійському полку, 7-му артилерійському полку, 2-му артилерійського полку і Софійському арсеналі.
Помер у 1945. Похований на центральному кладовищі Софії.

## Родина
Генерал-майор Іван Додов був одружений, мав 3 дітей — Симеона, Лалку та Богдану Додових.

## Військові звання
- Підпоручик (1895)
- Поручик (1899)
- Капітан (1905)
- Майор (22 вересня 1912)
- Полковник (1 жовтня 1915)
- Полковник (1918)
- Генерал-майор (26 березня 1925)

## Нагороди
- Військовий орден за мужність, IV ступеня, 2-й класу (1917 р.)
- Військовий орден «За хоробрість», IV ступеня, 1 класу (1917 р.)
- Народний орден «За заслуги», III ступеня, з військовою відзнакою (1921)

## Освіта
- Військове училище Його Княжої Високості (до 1895)